# Leóni Teréz pamplonai királyné
Leóni Teréz pamplonai királyné
Navarra leendő második királynéja 928-ban született, II. Ramiro leóni király és első hitvese, Adosinda Gutiérrez második gyermekeként.

## Élete
Apai nagyszülők: II. Ordoño leóni király és első felesége, Menendez Elvíra grófnő
Anyai nagyszülők: Gutier Osoriz és Ildonzia Menendez (II. Ramiro leóni király édesanyjának, Menendez Elvírának a húga)
943 környékén hozzáment az elvált, egygyermekes III. García navarrai királyhoz, akinek négy gyermeket szült, két fiút és két leányt: Ramirót, Jimenót, Urracát és Todát.
A királyné valamikor 957 szeptembere után hunyt el. III. García többé nem nősült meg, 970. február 22-én ő is meghalt.